# Stazione di Bruck an der Mur
La stazione di Bruck an der Mur (in lingua tedesca Bahnhof Bruck an der Mur) è la stazione ferroviaria di Bruck an der Mur, Austria. La stazione è al bivio tra la ferrovia Meridionale la linea verso Leoben e la ferrovia Rodolfiana.